# Liivaranna
Liivaranna is een plaats in de Estlandse gemeente Saaremaa, provincie Saaremaa. De plaats heeft de status van dorp (Estisch: küla) en heeft 19 inwoners (2021).
Tot in oktober 2017 lag Liivaranna in de gemeente Mustjala en heette het dorp Liiva. In die maand ging Mustjala op in de fusiegemeente Saaremaa. In de nieuwe gemeente lagen vijf dorpen die Liiva heetten. Het grootste daarvan bleef Liiva heten. De andere vier werden omgedoopt in Kaali-Liiva, Kihelkonna-Liiva, Laugu-Liiva en Liivaranna.
Liivaranna ligt aan de noordkust van het eiland Saaremaa.

## Geschiedenis
In 1795 lagen twee boerderijen op het landgoed van Paatsa: Liewa Tomas en Liewa Redick. In 1855 werd een dorp Liiva genoemd. In 1977 werd Liiva bij het buurdorp Pahapilli gevoegd; in 1997 werd het weer zelfstandig. In 2017 werd het omgedoopt in Livaranna.